# Lady Diamond
Lady Diamond là một đĩa đơn của nhóm nhạc nam Sexy Zone. Và được phát hành vào ngày 11/04/2012.

## Thông tin
- Tiếp nối với đĩa đơn đầu tiên của nhóm, khoảng 5 tháng sau, đĩa đơn thứ hai của nhóm được phát hành mang tên Lady Diamond
- Đĩa đơn thứ hai này được phát hành gồm 2 phiên bản thường và 1 phiên bản giới hạn.[1]
- Bài hát Lady Diamond được chọn làm nhạc nền cho TV Show Real Scope Z (リアルスコープZ) và đây cũng là 1 chương trình thường xuyên đầu tiên của nhóm.[2].
- Bài hát High!! High!! People của nhóm được chọn làm nhạc nền kết thúc phim Kodomo Keisatsu (コドモ警察)[1]
- Bài hát Yuuki 100% (勇気100%) được chọn làm nhạc mở đầu phim hoạt hình Nintama Rantarou, và bài hát Kaze wo Kitte (風をきって) cũng được chọn làm nhạc kết thúc phim hoạt hình cùng tên.[1]

## Xếp hạng
Vị trí đĩa đơn trên bảng xếp hạng Oricon
- Vị trí trong tuần đầu (hạng 1)
- Vị trí trong tháng 4 năm 2012 (hạng 4)
- Vị trí trong nửa năm 2012 (hạng 30)
- Vị trí trong năm 2012 (hạng 55)

Vị trí đĩa đơn trên bảng xếp hạng Billboard
- Hạng 2 (Billboard JAPAN HOT 100)

## Ca khúc trong đĩa

### CD

#### Phiên bản thường
1. Lady Diamond (4:51)
Lời: Matsui Gorou, Nhạc: Makaino Kouji
2. Kaze wo Kitte (4:30)
Lời: Matsui Gorou, Nhạc: Makaino Kouji
3. High!! High!! People (4:24)
Lời: Sakuta Masaya, Nhạc: Takuya Harada

#### Phiên bản giới hạn
1. Lady Diamond (4:51)
Lời: Matsui Gorou, Nhạc: Makaino Kouji
2. Kaze wo Kitte (4:30)
Lời: Matsui Gorou, Nhạc: Makaino Kouji
3. High!! High!! People (4:24)
Lời: Sakuta Masaya, Nhạc: Takuya Harada
4. Yuuki 100% (3:54)
Lời: Matsui Goro, Nhạc: Makaino Kouji
5. Lady Diamond (Inst)
6. Kaze wo Kitte (Inst)
7. High!! High!! People (Inst)
8. Yuuki 100% (Inst)

### DVD
Phiên bản thường A
Lady Diamond (PV)
Phiên bản thường B
Lady Diamond (Making)